# 德国铁路406型电力动车组
德国铁路406型电力动车组（德語：DB-Baureihe 406）是德国铁路的ICE列车中，被归类为ICE-3列车家族的其中一款型号。它可兼容多种电压制式，与其后续型号407型类似，但不同于较老的型号403型。
11列被称为ICE-3M的动车组（包括4组由荷兰铁路持有）主要负责担当前往阿姆斯特丹及布鲁塞尔的服务。另有6组列车在2007年被转化为ICE-3MF，主要用作前往巴黎的跨境运输。每列全长200米的动车组共由八节车厢构成，并自2000年起投入载客运营。由于获得了最高速度可达330公里/小时的适航许可证，406型动车组也是德国运行速度最快的电力动车组。在常规运营中，列车按计划于德国境内可达300公里/小时，于法国境内则为320公里/小时。

## 变体
406型动车组是作为ICE-3列车概念的一部分，自1994年起被德国铁路委托订购。

### ICE 3M

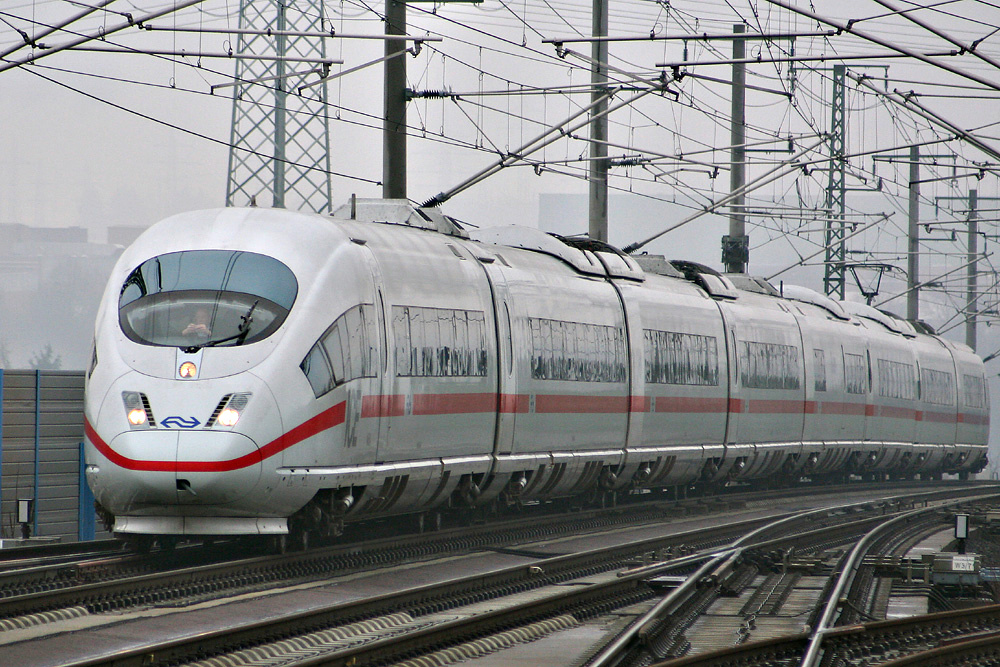
ICE-3M列车于兰河畔林堡。多电压制式列车的运用使得ICE网络得以从国内向法国扩张。

为了能够在境外铁路运营商的线路中运行，德国铁路委托制造商开发了ICE-3M列车（M代表多电压制式）。通过配备多种电压制式及自动列车保护装置，列车得以在不同的欧洲国家中运行。但列车在直流电制式中的最高速度被限制在220公里/小时。这些动车组主要用于德国、比利时和荷兰之间的跨境运输。

#### 运作
1999年3月，由荷兰铁路持有的首列ICE-3M列车的两节端部车厢开始在韦格贝格-韦登拉特试验中心进行测试。它的首次载客运行是在2000年6月1日至10月31日期间，作为2000年世界博览会的“世博快车（Expo-Express）”使用。其运行区间为阿姆斯特丹经奥斯纳布吕克往返于汉诺威。首批交付的ICE-3M列车有3组。至2000年10月初，已有6组406型动车组可供运营。
自2000年11月起，列车在荷兰被纳入定期运用计划。在原本的欧城列车班次中，阿姆斯特丹及科隆之间开行有每两小时一班的频率，另有一对列车从法兰克福到发。而自10月24日起，406型动车组开始完全接管这两对欧城列车的交路。至2001年8月，ICE-3M列车全数完成交付。
2001年2月22日，ICE-3M列车在柏林至沃尔夫斯堡区间的运行最高速度达到355公里/小时。
为了获得瑞士的适航证，一列ICE-3M动车组于2000年12月上旬前往瑞士。其中涡流制动和紧急制动在瑞士境内均不提供使用。在2001年5月1日至15日期间，ICE-3列车的制造商联盟在当地进行了更多的测试运行。此外，列车还前往圣哥达山口的南坡进行测试。在格劳霍尔茨隧道内，列车的最高速度超过了200公里/小时。2001年底，列车又分别在瑞士、比利时和法国进行了适航试验。六个月后，瑞士对其颁发了适航许可证。然而，将列车原有的自动列车保护装置转换为当地要求的歐洲列車控制系統的计划由于成本原因而未实现，因此这项适航证最终也未及使用。

#### 构造
德国铁路及荷兰铁路分别拥有13组和4组ICE-3M列车。全部17组列车主要集中在德国与荷兰（自2000年10月23日起开办）及比利时（自2002年12月15日起开办）之间的跨境运输。只有很少的ICE-3M列车用作德国国内的运营。最初德国铁路是订购了10组四电压列车（406型）和3组三电压列车（405型）。但三电压列车已在1997年被转换成四电压列车。
4651号至4654号动车组为荷兰铁路的资产。荷兰铁路是在1995年底宣布，作为合作意向书的一部分，希望能以2.1亿德国马克的价格购买6组ICE列车。这是ICE列车首个来自德国境外的订单。荷兰铁路最终订购了4组列车。

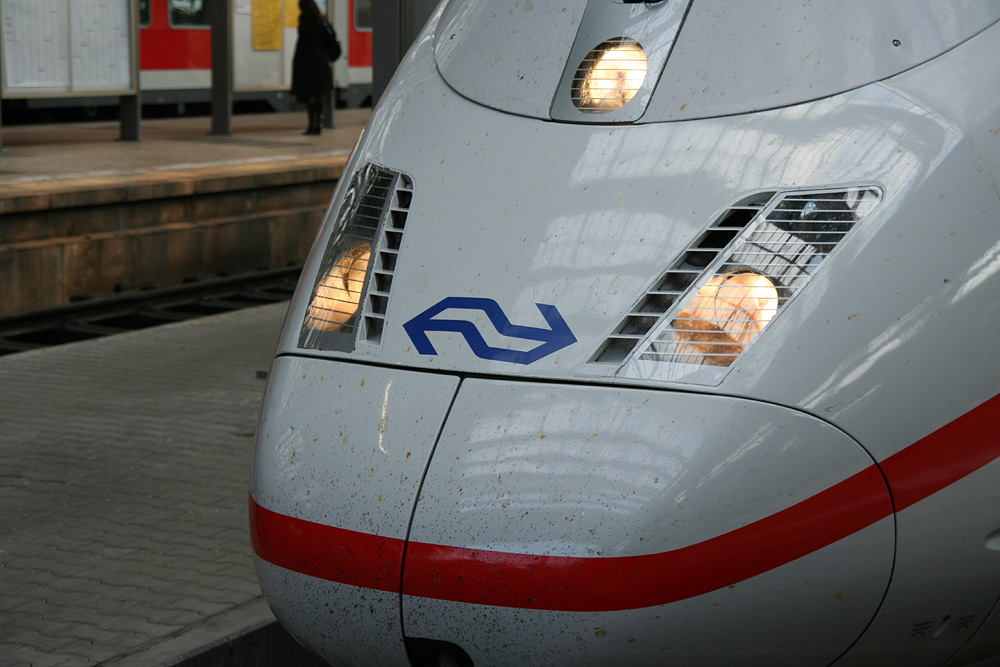
漆于ICE-3M车身上的荷兰铁路旧标识。该公司共拥有4组同款列车。

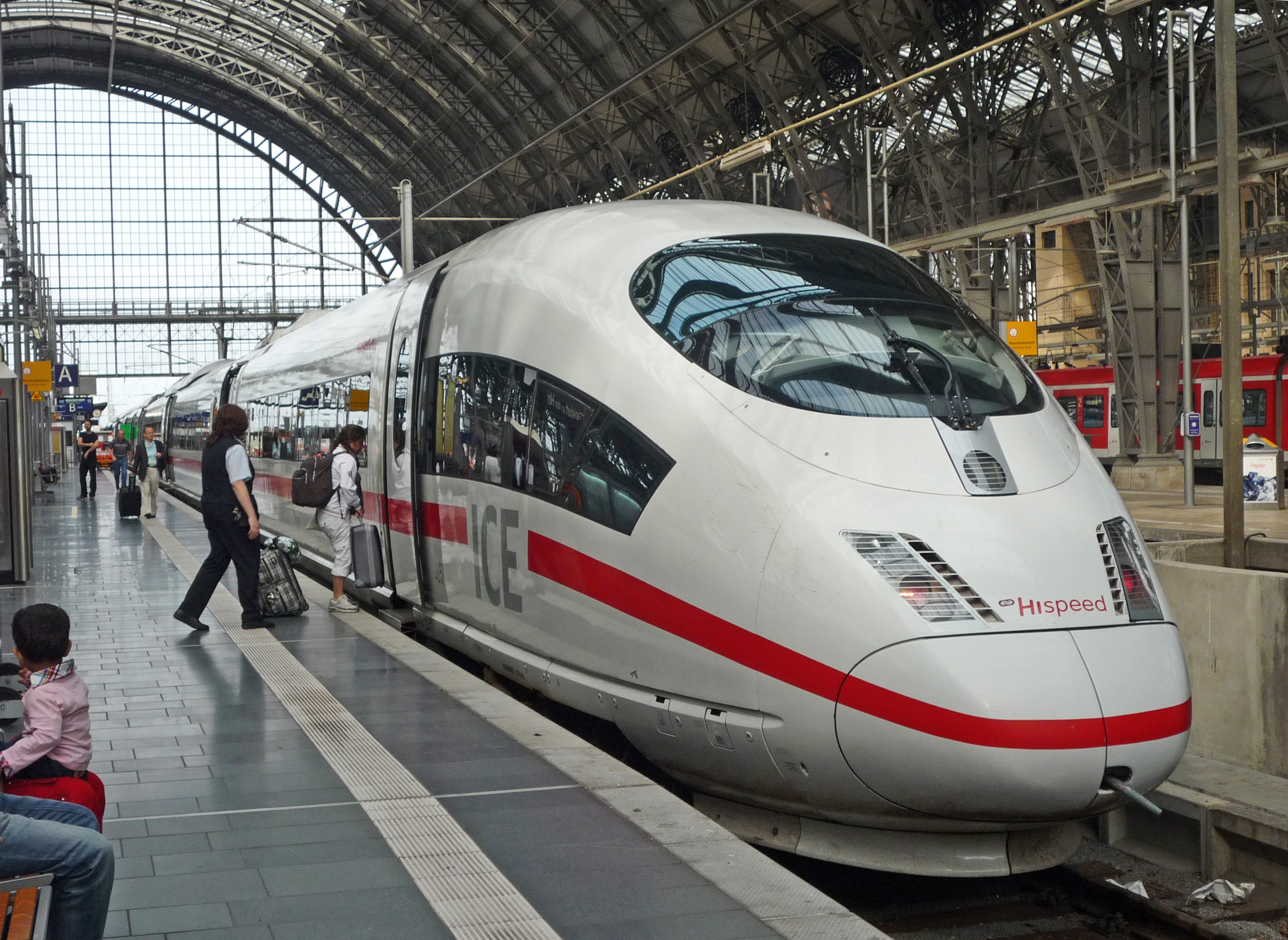
荷兰的ICE-3M列车于法兰克福

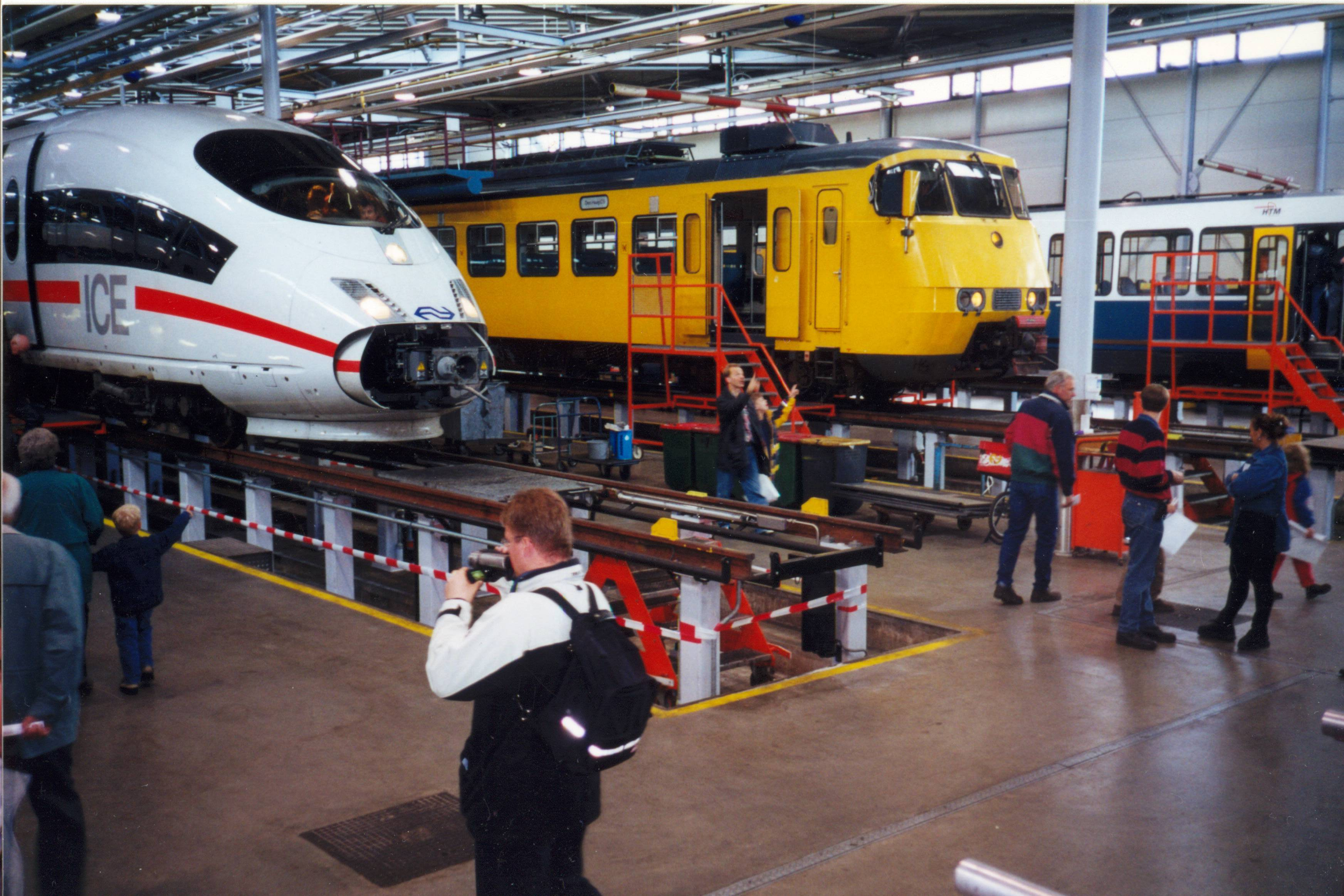
ICE-3M列车于荷兰铁路的一个车辆段内

这些配属于瓦特赫拉夫斯梅尔车辆段的荷兰铁路列车仅在外观上与德国铁路的ICE-3M列车有所不同：它们在车头以荷兰铁路的标识取代了德国铁路的标识，并沿用了红色的装饰条纹；餐车漆有的红色“（舱内餐厅）”字样也被替换为蓝色的“（餐厅）”字样，因为Bord在荷兰语中意指“盘子”。4653号和4654号动车组拥有可在比利时运行的适航证，而4651号及4652号动车组则仅可在荷兰及德国境内运行。
ICE-3M列车的结构外观与403型动车组类似。28/38号和27/37号车厢（一等座席）紧接着的是26/36号（二等座席）和25/35号车厢（餐车），随后的24/34号至21/31号车厢则均为二等座席。为了容纳ICE-3M列车所搭载的多电压组件，乘客车厢内的一些座席必需改造为配电机柜。因此，列车座席会比仅在德国境内运营的版本更少。在交付时，ICE-3M列车共提供136个一等座席和244个二等座席；餐车则包括24个座席。座席数量随着后来进行的改造而有所变化。
这些车辆均配备了6副（2x3）受电弓，并且适用于以下铁路网络：
- 2号及7号车厢：DSA380D型受电弓（与403型动车组相同），适用于德国铁路/奥地利联邦铁路（15千伏交流电压（德语：Wechselspannung））及荷兰铁路（25千伏交流电压）
- 3号及6号车厢：DSA350G型受电弓，适用于荷兰铁路（1.5千伏直流电压（德语：Gleichspannung））及比利时国家铁路既有线（3千伏直流电压）
- 4号及5号车厢：DSA380F型受电弓，适用于法国国家铁路（25千伏交流电压）、瑞士联邦铁路（15千伏交流电压）及比利时国家铁路高速线（25千伏交流电）

大量的附加组件，例如限制器和换流装置被内置于变压器车厢之中。直流电压中间回路和逆变器可以在交流电制式中运行。
2000年9月，ICE-3列车获得直接穿越德国及荷兰边境而无需停站的适航许可。据制造商介绍，这是全球首个克服了边境停站问题的高速列车。同年10月至12月期间，4608号动车组在比利时的既有线路和新造线路中完成了全面的测试程序。从2002年初开始则进行了另一阶段的测试，其中包括重联列车的运用。同年，列车在3千伏电压制式下的最高速度被暂定为160公里/小时。随后在2003年，列车获得了在比利时高速铁路网络中运行的适航证。2003年12月8日，列车在当地进行270公里/小时的试运行时首次引发了道砟飞溅问题。
自2004年12月12日起，列车在新造的比利时2号高速铁路中被允许按250公里/小时的最高速度运行。由于道砟问题，更高速度的授权初步被排除。在比利时的整个适航申请过程共历时七年完成。在2009年6月14日起生效的运行图调整中，ICE-3列车又获准进入比利时3号高速铁路。有5列动车组自2008年底开始，加装了该线路所要求的ETCS设备（每节端部车厢从而增加了300公斤的额外重量），它们在3号高速铁路投入运营前完成了约70次试运行。
为了在比利时达到重联和300公里/小时运行的计划，列车于2010年秋季在布鲁塞尔至列日的新造线路之间，进行了为期两周的试运行。但它们在重联运行时引发了严重的道砟飞溅。
当新的407型动车组于2013年投入运营后，现有的406型车队将主要在德国及荷兰之间使用。

### ICE 3MF

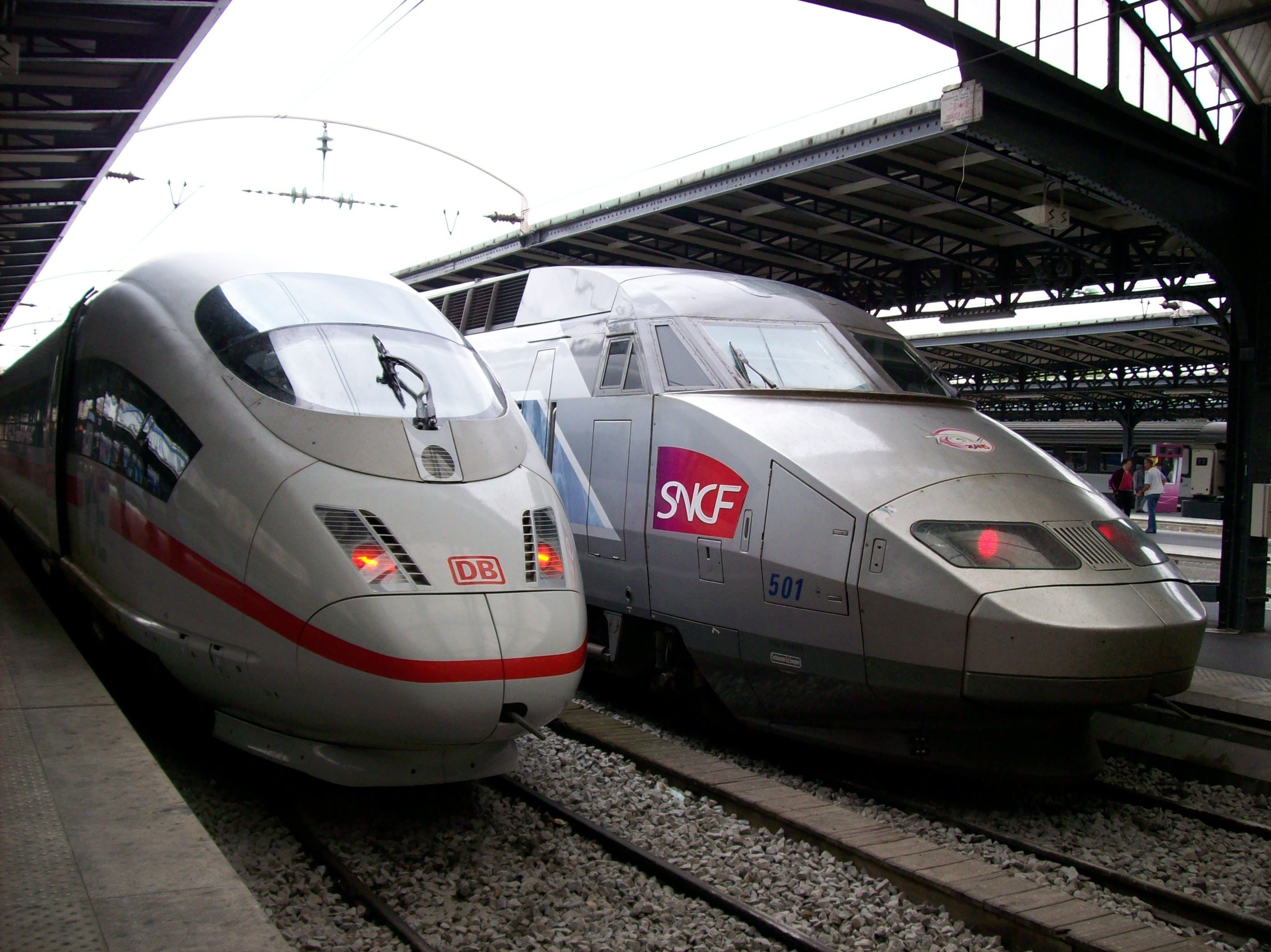
ICE-3MF列车与TGV列车停靠在巴黎东站

有6组ICE-3M列车自2007年6月6日起被改造为ICE-3MF列车（F代表法国），以用作往来于法兰克福至巴黎之间的跨境运输。它在法國高速鐵路東線上可以运行达到320公里/小时，这也是ICE列车在定期客运服务中所能达到的最高速度。
最早对ICE-3列车在法国的适航审批讨论开始于1995年。由于在德国铁路的报告中，对于列车在规划及生产阶段的改造信息并不完善，法国的铁路运营商法国国家铁路无法完全同意这项计划。直至1999年底，法国国家铁路才采纳了德国铁路的审批建议。
实际工作是在2000年开始进行。双方共组成了14个（后为15个）双边工作组，它们需要定期交换各自所需要的文件及规定。2000年6月5日，法国国家铁路正式公布了获得适航审批的条件，并在2001年7月进行了首次试运行。这是自1969年以来，首次有来自德国的长途动车组在法国国家铁路的线路上运行。这列动车组首先是由凯尔被拖挂至斯特拉斯堡，并在当地装备了法国的测试仪器。在列车于南锡的一个原编组站进行车厢及车辆工程学的测试后，紧接着又进行了25千伏的蠕变试验以及在通往雷丹的线路中进行试运行。2002年秋季，既有的4608号动车组在韦格贝格-韦登拉特试验中心完成了适用于法国的改造。在完成改造后，这列动车组被专门用于测试用途。而为了进行重联测试，4508号动车组也被撤出商业运行，并进行适用于法国的改造。在这两列动车组中，TVM列车保护系统和一个紧急开关都被集成在驾驶台上。它们在2002年秋季都可用作试运营。而进行必要测试所需的时间为26个星期。
两组列车的大规模改造始于2002年12月。它们首先在里耳至加来之间的高速铁路上完成了试运行及验证运行。涡流制动按照规定只能在220公里/小时以上的速度使用，但这些测试运行都没有达到该速度值。2003年1月30日，4608号动车组在一次试运行中因怀疑受到冰雪袭击而造成底板损伤。因此测试计划被迫暂停3个月，列车也返回德国维修。
在此期间，因受到负责列车考核的法国铁路检验局（Agence d'Essai Ferroviaire）的接纳能力限制，测试计划的重启工作继续推迟。动态测试直至2003年暑假后才得以重启。随后，列车又在巴黎戴高乐机场及里尔间进行了为期14天的往返高速运行（平均每天720公里）。在这项运行中，列车达到了320公里/小时的核准速度和352公里/小时的测试速度。在另一次试运行中，列车更是达到了354公里/小时的速度。
随后进行测试的是列车在急弯的的表现、制动性能以及在坡道牵引力下降时的起动性能。然而在测试重联状态下的受电弓时发生了问题，这些无法在最初得到解决。2003年秋季，在比利时的高速铁路中进行的法国测试程序又被中断。这时4608号动车组在没有外来影响的情况下再次造成底板损伤。
在法国的其它试运行主要发生于里尔至加来之间的110公里路段。至此，适航审批所要求的行程已经接近完成。2004年3月，列车的测试计划因道砟飞溅而造成的损坏而再次取消。此外，控制技术和受电弓出现的问题也必须得到解决。在此之前，ICE-3列车已经完成了超过6万公里的试运行。为了对道砟飞溅现象的发生原因和解决方案进行研究，列车于2005年7月8日至11月23日期间进行了进一步的测试活动。在加来至里尔之间，列车运行达到了353公里/小时。而涡流制动的问题已经可以得到解决，这证明了对列车进行的修改是有效的。
作为多年期测试计划的一部分，动车组曾先后作出了多项调整。继最初的两组测试列车投入使用后，随后再有1列被用做测试用途。测试和适航审批程序一直持续到2007年。最终，自2007年2月起，本已被用作测试和审批运行的4605号动车组率先在克雷费尔德车辆段被改造为ICE-3MF列车。由于德国和法国铁路系统之间的技术和理念存在较大差异，因此列车在法国的适航审批曾存在大量问题。测试持续了整整六年，并进行了超过12万公里的试运行。审批程序截至2005年秋季共产生了2,800万欧元的费用，其中翻译费用便超过100万欧元。审批程序于2007年结束，其最后一次高速试运行是在2007年3月8日完成。2,800万欧元的费用还包括在比利时进行的审批活动。从首次进行研究及审批开始，共持续了14年之久。总体而言，两组ICE-3列车在此期间共进行了超过10万公里的试运行。
2006年末，首列动车组（4605号）被转移至西门子的克雷费尔德工厂，并在当地进行适应法国的技术改造。2007年5月31日，法国的监管机构EPSF宣布，ICE-3MF获得了在法国25千伏交流电线路中运行的适航许可证。出于成本原因，列车放弃了申请法国1.5千伏直流电线路的适航证，尽管这些动车组均已配备了相应的设备；同时在法国进行重联运行的适航证也被放弃。而出于政治原因，在法国和比利时之间直接进行系统切换的可能性也没有实现。
| ICE-3MF列车新编号方案 于4680号动车组（原4605号）的范例 | ICE-3MF列车新编号方案 于4680号动车组（原4605号）的范例 | ICE-3MF列车新编号方案 于4680号动车组（原4605号）的范例 |
| ------------------------------------------------------ | ------------------------------------------------------ | ------------------------------------------------------ |
| 车厢                                                   | 旧编号                                                 | 新编号                                                 |
| 1号端部车厢                                            | 406 005                                                | 406 080                                                |
| 2号变压车厢                                            | 406 105                                                | 406 180                                                |
| 3号整流车厢                                            | 406 205                                                | 406 280                                                |
| 4号中部车厢                                            | 406 305                                                | 406 380                                                |
| 5号中部车厢                                            | 406 805                                                | 406 880                                                |
| 6号整流车厢                                            | 406 705                                                | 406 780                                                |
| 7号变压车厢                                            | 406 605                                                | 406 680                                                |
| 8号端部车厢                                            | 406 505                                                | 406 580                                                |

2005年末，德国铁路委托由西门子和庞巴迪组成的制造商联盟，对5组ICE-3列车进行法国运输的技术改造。订单总额为4,300万欧元，相当于每组列车860万欧元。由原德国铁路ICE-3M列车改造的ICE-3MF列车于2007年秋季完成了首次载客运行。这些用于法国铁路网络运营的列车是通过4605号、4606号、4608号、4609和4612号和4613号动车组转换而来，它们被重新编号为4680号、4683号、4681号、4682号、4684号及4685号动车组。

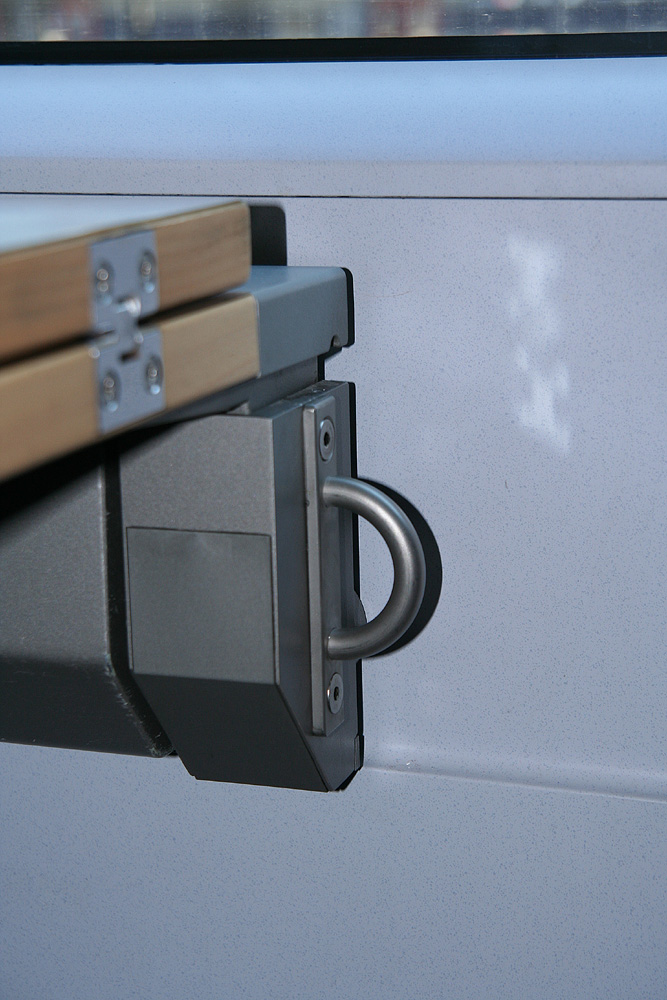
额外配备的金属圈可供警察镣铐乘客

除了车辆技术的大量变动外，这些动车组也还配备了适应法国运输的设施，例如响墩、警示灯、信号旗和用于停车的信号火炬等，27号车厢则还设有一个警用押运犯人的隔间。为了容纳必要的技术设施，列车的座席数量被缩减了6个。首个改造列车于2007年2月完工。列车的改动使其暂时失去了在比利时运行的适航证，但仍可在荷兰境内運行。
为了开始着手运营，有7名德国铁路的火车司机于2007年6月10日获得了可在法国驾驶的资格。在运营的首月，列车有时会因为变压器过热而导致部分失灵，这些问题通过改用绝缘材料解决。动车组是在2007年底的运行图调整中被编入定期交路。
在6列ICE-3MF动车组中有4列是用作常规运用。但它们在巴黎发生的一起事故后遭遇了运用瓶颈。自2008年6月起，有部分日子在法兰克福和巴黎之间的每日5对班次中无法提供足够的ICE-3MF列车。因此，两地间的部分服务开始采用TGV列车，它们是通过备用列车由法兰克福经曼海姆及凯泽斯劳滕抵达萨尔布吕肯，并在当地接驳TGV列车。在2008年冬季，列车依然面临大量的失效情况，TGV列车又再次被用来替代无法运营的ICE车组。
自2009年4月20日起，每日5对班次中有一对被正式替换为TGV列车。最初这种运用应该至2010年12月为止。其原因是德国铁路缩短了超声波检测间隔。2010年初，据德国铁路报道，由于ICE-3MF列车部分无法运行或被用作其它用途，它们已向法国国家铁路租用了2组TGV列车；甚至在2010年1月中旬至2月中旬期间，每日5对班次中仅有1对是由ICE列车担当。因此，被空余出来的多电压列车可以用作弥补德国国内ICE-3列车运力紧缺的情况。

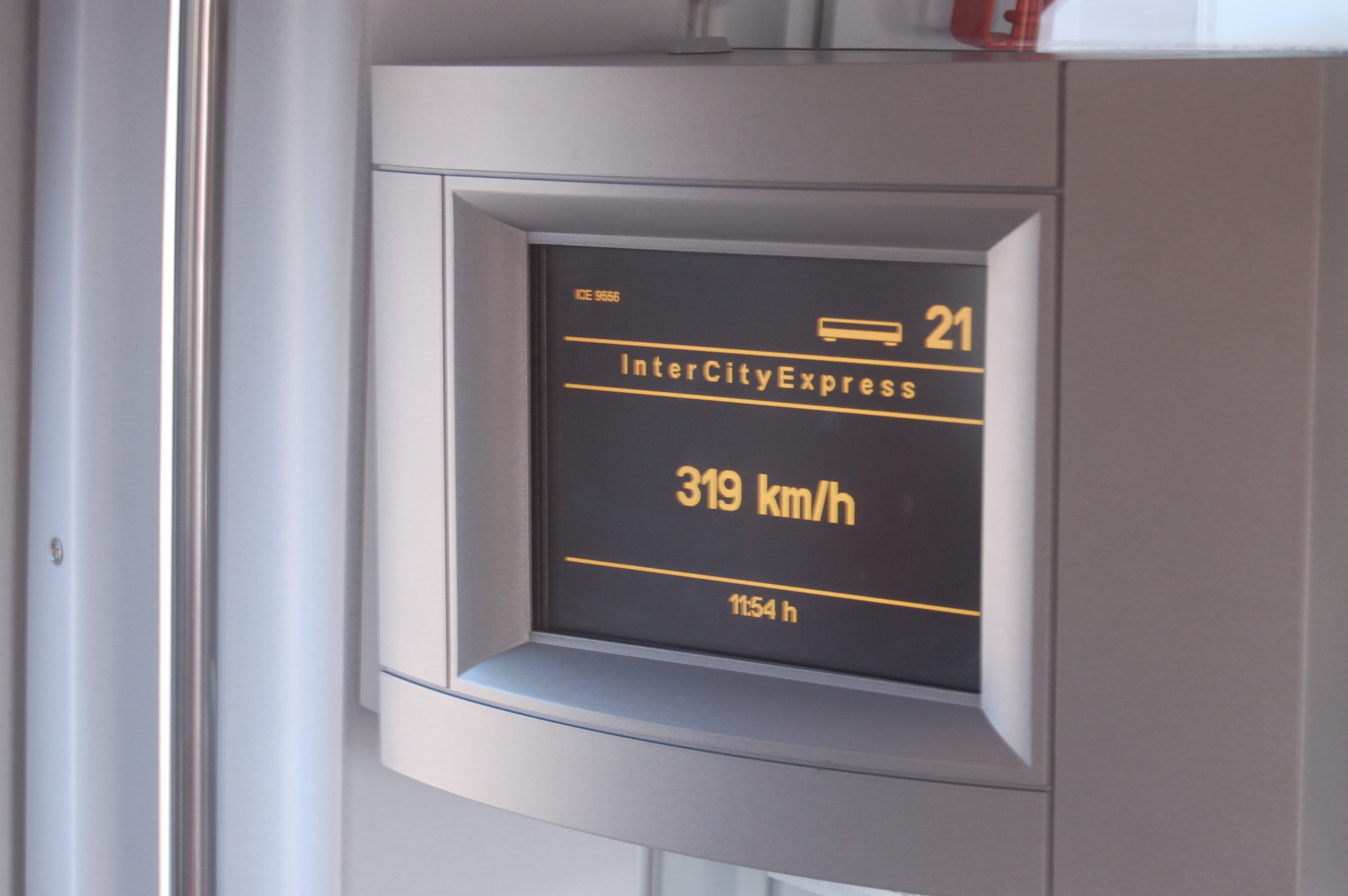
旅客信息系统正显示列车在法国高速铁路东线运行时的实时速度

2006年11月，德国铁路在欧盟的官方公报上表明将在17组406型动车组中加装10台ETCS设备。2008年4月，总值为1,400万欧元的合同开始落实。它还包括对其余车队提供ETCS设备的选择权。自2010年底起，所有运行于法国高速铁路东线的ICE-3MF列车都应配备ETCS设备。搭载ETCS设备的ICE列车同样可以经由亚琛至列日区间的比利时3号高速铁路往返于巴黎及法兰克福，从而使科隆至布鲁塞尔之间的旅行时间缩短约半小时。截至2009年8月，4601号至4604号以及4607号动车组均已配备了ETCS。ETCS设备是被安装在驾驶室内原垃圾桶的区域以及车辆的顶部。
列车至今在法国仅被批准用于单组运行。重联运行的适航审批程序是在2009年夏季开始。
当局最初（2003年）曾计划额外订购5列用于法国高速铁路东线运行的ICE-3列车。但这项订购计划在2004年秋季仍未启动。德国铁路甚至曾考虑向法国国家铁路租用5列TGV POS列车用作法国的运行，但这项业务因双方存在不同的价格预期而未实现。这些构思都是在当时ICE-3列车的改造决定仍然悬而未决的情况下提出的。

#### 技术改造

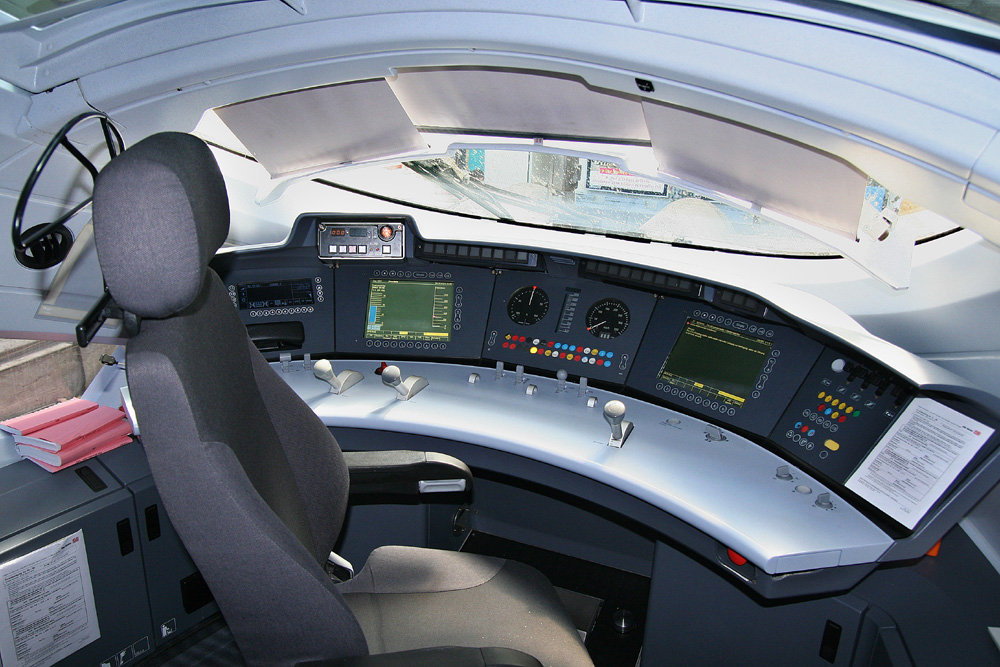
ICE-3MF驾驶室以及驾驶台中被遮掩的TVM显示器

两节端部车厢需要分别加装两个新的设备机柜，以容纳相应的列车控制系统TVM和行驶记录仪ATESS。一等车厢中有2个、二等车厢中有4个座席被取消。用于法国既有线路的列车控制系统KVB被纳入现有的ATBL机柜。法国设备的天线及应答器被安装在底板之下。2号及7号变压器车厢则设有3个组用于ATESS的记录轮对。在4号车厢（餐车）及5号车厢新设的电子柜被用来收纳用于检测车顶线路故障的Sibas控制设备。这个系统是用于检测法国路网高压线中的故障电流。当故障电流超过上限时，两条车组之间的顶线会自动分离，降低相关的受电弓，并防止再度提升。用于其它故障电流和车顶电压互感器的系统也已加装。在改造的过程中，主变压器已被替换为绝缘和致冷材料。

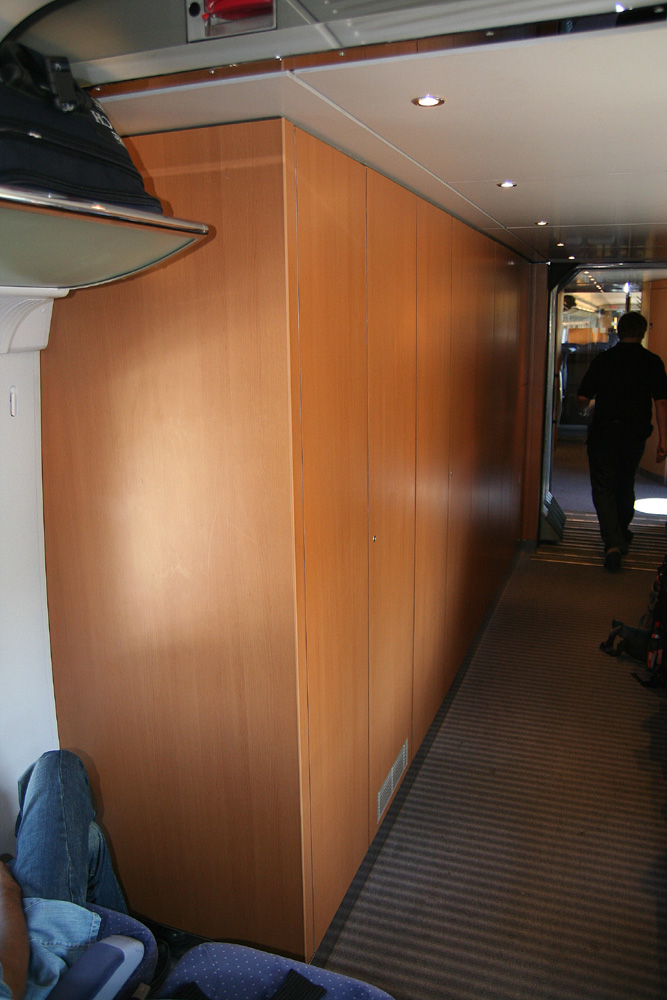
法国的列车保护装置被内置在车厢内部的电子柜中

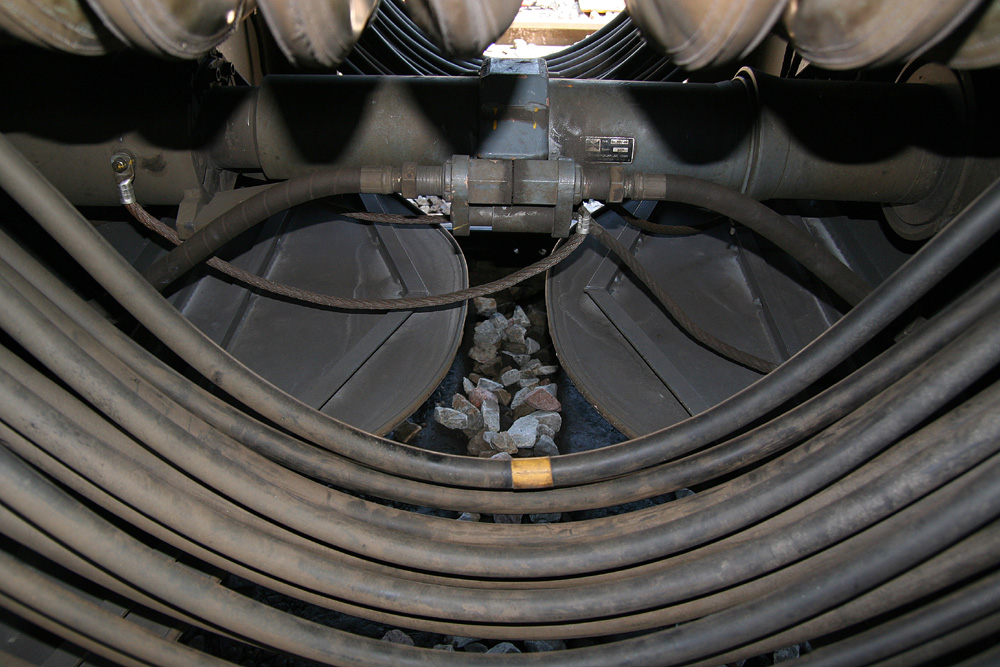
通过安装额外的裙板，车厢连接处之间的间隙已被缩小

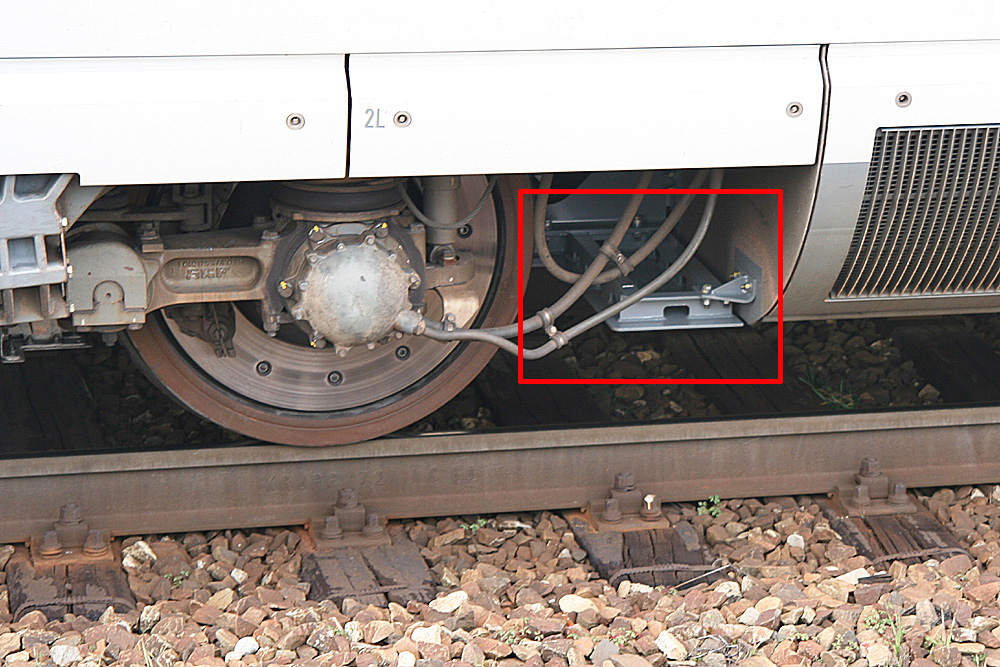
在转向架区域额外安装的裙板（红色框内）能有效防止道砟飞溅侵袭

为了防止道砟飞溅所造成的损伤，列车在改造时也优化了空气动力学性能。在一些关键点，例如车厢通道从转向架至车厢中部以及传动转向架的下方，均加装了挡风板和塑料涂层。这些设计都是旨在保护敏感的关键组件（传动器、齿轮箱和电缆线）免受气压湍流造成的道砟飞溅所侵袭。
驾驶室在进行法国改造的过程中发生了许多变动。两端驾驶室的车门内侧通过一个球形把手锁定；在紧急状态下，即便是门关闭时也可通过门把手开启。用于GSM-R的箱型列车无线电设备则被替换为403型动车组的装置（MESA 23型）。新系统需要安装7个新的干扰开关。驾驶台也得到了许多变化。一个新的按钮开关被固定在驾驶台的左侧，它可在必要时提供紧急制动。左侧的上方为列车控制系统KVB及RSO的显示及操作设备。法国列车控制系统TVM的显示及操作设备则被安装在驾驶台中部的上方。两台CAB显示屏负责将信息通过各自的9个光区传送至TVM电脑端口，并各自拥有三种区块划分：最高速度（Vitesse limite）、预警速度（Vitesse d’annonces）及执行速度（Vitesse d’exécution）。在常规操作期间，指令变量是通过中间偏左的A端口显示，只有在A端口发光元件故障的情况下，才会通过中间偏右的B端口显示。此外，右侧还会显示更多的其它信息，例如分相区。驾驶台右侧除了以往的ATBL显示及操作设备外，还设有TVM的测试开关以及连接报警信号SAL的发光按钮开关。
列车的控制技术以及火车司机的监控能力已经扩展到更多的功能。因此，在法国线路运行中，紧急列车停止装置会在30秒内无应答后自动紧急呼叫。同时，火车司机也将以手动方式开启报警信号SAL（Signal Alerte Lumineux，即紧急发光信号）。而车头灯中的两盏示宽灯会开始循环闪烁，顶部灯则维持长亮。在Sifa装置失效的情况下，火车司机还可以开启与Sifa相对应的VACMA装置。
使用TVM列车保护装置也可以使列车在分相区自动关闭牵引力、主开关和降低受电弓。在列车通过分相区后，保护系统会被重新激活。列车组态的相关数据以及必要的技术体系状态均会被传送至列车保护装置；与此相反，中央列车控制设备的状态信息以及特殊的要求（例如分相区）则会被传送至列车控制系统。在法国的线路中，列车的通讯装置会被自动切换为新加装的、介乎于列车无线电和GSM-R数字对讲机之间的应答协调器（Balisenkoordinator）。
受电弓在法国可以在驾驶室自动变换，它要求列车必须处于静止状态并且没有通电。只有在运行方向尾部的受电弓升起时，列车才被允许以320公里/小时的速度运行。若使用运行方向前部的受电弓，其最高速度会被自动限制为300公里/小时。由于安装在4号及5号车厢的受电弓间距较小，它们在运行中会被锁定，无法同时升弓。
法国国家铁路的线路共提供三种电压等级（1.5千伏、25千伏既有线、25千伏高速线）。列车将根据自身的配置对所选择的供电系统以及运行线路等级（既有线及高速线）来设定电压上限。因此，ICE-3MF列车被设定为适用于25千伏线路、160至450安培之间的单组运行。
涡流制动可以在法国高速铁路东线使用，并且无需计算制动配重。它仅适用于25千伏的供电系统，并在列车保护装置TVM生效后或紧急制动生效后的适当间隙中启动。它会在220公里/小时以上的速度中生效，并且其效能可以降低约一半的车速。
列车的乘降门已按低站台和紧急疏散的要求作出调整。除了关门外，完全开启的车门和车梯也被纳入监控的范围之中。

## 前景
为了应对前往伦敦运输的可能性，有一列ICE-3列车于2010年10月19日完成了在英法海底隧道的试运行。根据德国铁路在2010年公布的规划阶段，商业运营应该在2013年12月实现。但该公司在2011年12月又宣布，前往伦敦的定期服务将会被至少推迟到2015年底。

## 车组及命名
| 车号 命名                                                                         | 投入运营 （现状）     | 境外 适航证         | 改造或升级                                                                                         | 备注 |
| --------------------------------------------------------------------------------- | --------------------- | ------------------- | -------------------------------------------------------------------------------------------------- | --- |
| Tz 4601                                                                           | 2001-07-25 （运营中） | 比利时 (ETCS)，荷兰 | | |
| Tz 4602                                                                           | 2001-07-30 （运营中） | 比利时 (ETCS)，荷兰 | | |
| Tz 4603 曼海姆                                                                    | 2000-08-12 （运营中） | 比利时 (ETCS)，荷兰 | | |
| Tz 4604                                                                           | 2000-08-11 （运营中） | 比利时 (ETCS)，荷兰 | | |
| Tz 4605 维尔茨堡                                                                  | 2000-11-01 （已除役） |                     | 改造为Tz 4680 2006年7月17日                                                                        | |
| Tz 4606 兰河畔林堡                                                                | 2002-12-24 （已除役） |                     | 改造为Tz 4683 2006年11月8日                                                                        | |
| Tz 4607 汉诺威                                                                    | 2000-11-01 （运营中） | 比利时 (ETCS)，荷兰 | | 该车组与403型动车组的318号车一同成为科隆—法蘭克福高速鐵路在2002年7月25日开业时的首发列车。 |
| Tz 4608                                                                           | 2001-05-03 （已除役） |                     | 改造为Tz 4681 2006年7月18日                                                                        | 首列于2003年7月7日抵达巴黎的ICE列车，并在当地象征性的与TGV列车进行机械重联，以说明欧洲高速铁路的紧密结合。 |
| Tz 4609 科隆                                                                      | 2000-12-22 （已除役） |                     | 改造为Tz 4682 2006年4月13日                                                                        | |
| Tz 4610 法兰克福                                                                  | 2000-09-20 （运营中） | 比利时 (ETCS)，荷兰 | | |
| Tz 4611 杜塞尔多夫                                                                | 2000-05-26 （运营中） | 比利时 (ETCS)，荷兰 | | |
| Tz 4612 蒙塔鲍尔 （2002.12.19至2006.9.17） 福尔巴克-洛林 （2006.9.17至2007.1.20） | 2000-05-25 （已除役） |                     | 改造为Tz 4684 2007年1月20日                                                                        | |
| Tz 4613 施韦比施哈尔                                                              | 2000-05-26 （已除役） |                     | 改造为Tz 4685 2007年4月28日                                                                        | |
| Tz 4651 阿姆斯特丹                                                                | 2000-10-20 （运营中） | 比利时 (ETCS)，荷兰 | 406 751号车厢被替换为406 781号车厢                                                                 | 荷兰铁路持有 |
| Tz 4652 阿纳姆                                                                    | 2000-10-13 （运营中） | 比利时，荷兰        | | 荷兰铁路持有 |
| Tz 4653                                                                           | 2000-06-07 （运营中） | 比利时 (ETCS)，荷兰 | | 荷兰铁路持有 |
| Tz 4654                                                                           | 2000-10-23 （运营中） | 比利时，荷兰        | 4654号车组受损的406 554号及406 654号车厢于2011年12月被替换为原4681号车组的406 581号及406 681号车厢 | 4654号车组于2011年1月11日在荷兰的阿纳姆至埃默里希区间的一个道岔与货运列车相撞，导致ICE列车的前车出轨，第二节车厢也遭到损坏。造成灾难的原因是铜缆被盗。自2012年1月1日起，它被归入德铁长途运输的账目，并不再由荷兰铁路持有。 |
| Tz 4680 维尔茨堡                                                                  | 2006-07-17 （运营中） | 法国，荷兰          | | 于2007年5月25日受邀完成经法国高速铁路东线前往巴黎的首航。 |
| Tz 4681                                                                           | 2006-07-18 （已除役） | 法国，荷兰          | | 2010年8月17日，正执行ICE9556次列车（法兰克福-巴黎）的4681号动车组在曼海姆-萨尔布吕肯铁路的兰布雷希特与一辆垃圾车相撞，并坠下路基。当地的限速为100公里/小时，而碰撞发生时的车速约为81公里/小时。动车组的前两节车厢脱轨并被损毁，而前端的端部车厢完全开裂。共有18人受到不同程度的伤害。据粗略估计，列车损失至少高达150万欧元。406 081号及406 181号车厢被报废。弗兰肯塔尔区域法院在2013年初达成和解，据此，废物管理企业的保险公司将承担1,200万欧元损失中的一半费用。林登贝格市也承担280万欧元的保险赔偿，其余的保险赔偿则由德国铁路负责。三家保险公司的律师同意这项和解协议。遭到严重损坏的动车组将由一列407型动车组所取代。 |
| Tz 4682 科隆                                                                      | 2006-04-13 （运营中） | 法国，荷兰          | | 2008年5月16日，正执行ICE9554次列车的4682号动车组在法国高速铁路东线行驶接近巴黎时，有一节车厢起火燃烧。大约300名乘客被迫疏散至开放的线路上，并换乘TGV替代列车晚点三小时抵达巴黎。同时，线路也因火势而自16时40分起关闭两小时。造成起火的原因是牵引电动机的一个轴承损坏。受影响的4682号动车组直至2008年12月底才恢复运营。 |
| Tz 4683 兰河畔林堡                                                                | 2006-11-08 （运营中） | 法国，荷兰          | | |
| Tz 4684 福尔巴克-洛林                                                             | 2007-01-20 （运营中） | 法国，荷兰          | | 2008年7月8日，正执行ICE9555次列车由巴黎返回法兰克福的4684号动车组在凯泽斯劳滕附近以约100公里/小时的速度与一辆建筑工程车相撞，并陷入碎石中。4684号动车组有6节车厢遭到损坏。而车内约400名乘客则无人受伤。经过线路关闭约2小时候，受损的列车得以自行继续前往凯泽斯劳滕。事故发生后，当局临时决定将4682号及4684号动车组的可用车厢共同组成一列车组继续运营。 |
| Tz 4685 施韦比施哈尔                                                              | 2007-4-28 （运营中）  | 法国，荷兰          | | 于2010年10月成为首列通过英法海底隧道前往伦敦的ICE列车。 |